# Sohland an der Spree
Sohland an der Spree es un municipio situado en el distrito de Bautzen, en el estado federado de Sajonia (Alemania), a una altitud de 300 metros. Su población a finales de 2016 era de unos 7000 habs. y su densidad poblacional, 200 hab/km².